# Cráter Neugrund
Neugrund es un cráter de meteorito en Estonia. Tiene 8 km de diámetro y se estimó previamente que se formó en el Ordovícico hace unos 470 millones de años, aunque investigaciones posteriores revelaron un posible origen Cámbrico (hace unos 535 millones de años). El cráter se encuentra en el fondo del mar y no está expuesto a la superficie. Se cree que la explosión arrojó allí bloques de brecha gneisica encontrados en la costa de Osmussaare, una isla cercana.

## Origen
Se ha propuesto que el cráter Neugrund se formó durante el evento meteórico del Ordovícico cuando un hipotético asteroide de gran tamaño se transfirió directamente a una órbita resonante con Júpiter, que desplazó su órbita para interceptar la Tierra. Esta teoría podría tener que ser modificada, ya que estudios más recientes sitúan la edad del impacto en el Cámbrico.